# HD104743
HD104743 — хімічно пекулярна зоря спектрального класу
A3 й має видиму зоряну величину в смузі V приблизно  9,3.